# Jonathan Kellerman
Jonathan Kellerman (New York, 9 agosto 1949) è uno psicologo e scrittore statunitense, noto soprattutto per la serie di romanzi polizieschi con protagonista lo psicologo infantile Alex Delaware.
Con Trauma (When The Bough Breaks - 1985), il primo romanzo della serie, ha vinto il Premio Edgar per la miglior opera d'esordio e prodotto in seguito come film TV.
Sia la moglie Faye sia il figlio maggiore Jesse sono a loro volta scrittori.

## Biografia
Kellerman è nato a New York City e cresciuto a Los Angeles. Pagandosi gli studi universitari come redattore fumettista e musicista freelance, ottenne la sua prima laurea (BA) in Psicologia alla UCLA e il suo PhD, sempre in Psicologia, alla University of Southern California, dove è attualmente Professore Clinico di Pediatria presso la Keck School of Medicine. Ha condotto tirocinio e fellowship postdottorale presso il Childrens Hospital di Los Angeles/USC School of Medicine, ove divenne direttore/fondatore dello Psychosocial Program, Divisione di Ematologia-Oncologia.
Kellerman vive attualmente fra Los Angeles e il Nuovo Messico con sua moglie Faye Kellerman, dentista e rinomata scrittrice di gialli. Entrambi sono ebrei ortodossi osservanti. Hanno quattro figli, il maggiore dei quali, Jesse, è uno scrittore e drammaturgo.
Jonathan Kellerman ha spesso dichiarato in pubblico la sua opposizione all'irresponsabile ri-immissione in società di persone con problemi mentali, le quali devono poi arrangiarsi da sole in situazioni critiche invece di ricevere adeguato supporto. Ha inoltre affermato che tali persone dovrebbero ricevere una particolare assistenza psicosociale oltre ad appropriati farmaci, cosa che il presente modello statunitense non prevede, modello che offre esclusivamente cure farmacologiche.

## Opere

### Romanzi

#### Serie di Alex Delaware
1. Trauma (When The Bough Breaks) (1985) - edizione italiana: Interno Giallo, 1991. ISBN 8835600820
2. Blood Test (1986), ISBN 978-0356122403
3. Baratro (Over The Edge) (1987)[2]
4. Psicosi (Silent Partner) (1989)[3]
5. Senza colpa (Time Bomb) (1990) - Sperling & Kupfer, 1992. ISBN 8820013878
6. Occhi indiscreti (Private Eyes) (1992) - Sperling & Kupfer, 1993. ISBN 8820015765
7. Il valzer del diavolo (Devil's Waltz) (1993) - Sperling & Kupfer, 1994. ISBN 8820017938
8. Amore violento (Bad Love) (1994) - Sperling & Kupfer, 1995. ISBN 8820019825
9. Estrema difesa (Self-Defense) (1995) - Sperling & Kupfer, 1997. ISBN 8820024411
10. The Web (1996) ISBN 978-0316877701
11. The Clinic (1997) ISBN 0-345-46074-X
12. Survival of the Fittest (1997)
13. Lo schermo buio (Monster) (1999) - Sperling & Kupfer, 2000 ISBN 8820030640
14. Buon viaggio bastardo (Dr. Death) (2000) - Sperling & Kupfer, 2002 ISBN 8820032732
15. Una vittima scomoda (Flesh and Blood) (2001) - Sperling & Kupfer, 2003 ISBN 8820034476
16. Istantanee di morte (The Murder Book) (2002) - Sperling & Kupfer, 2004 ISBN 8820036177
17. Cuore freddo (A Cold Heart) (2003) - Sperling & Kupfer, 2005 ISBN 8820037661
18. Il lato oscuro (Therapy) (2004) - Sperling & Kupfer, 2006 ISBN 8820040085
19. Rage (2005)
20. Gone (2006)
21. Obsession (2007)
22. Ossessione (Compulsion) (2008) - Fanucci, 2009 ISBN 9788834714560
23. Ossa (Bones) (2008) - Fanucci, 2010 ISBN 9788834715659
24. Una prova schiacciante (Evidence) (2009) - Fanucci, 2011 ISBN 9788834716823
25. L'inganno (Deception) (2010) - Fanucci, 2011 ISBN 9788834717615
26. Mystery (2011)
27. Vittime (Victims) (2012) - TimeCrime, 2012 ISBN 9788866880219
28. La colpa (Guilt) (2013) - TimeCrime, 2013 ISBN 9788866880868
29. Assassino (Killer) (2014) - TimeCrime, 2014 ISBN 9788866881537
30. Motive (2015)
31. Breakdown (2016)
32. Heartbreak Hotel (2017)
33. Night Moves (2018)
34. The Wedding Guest (2019)
35. The Museum of Desire (2020)
36. Serpentine (2021)
37. City of the Dead (2022)
38. Unnatural History (2023)
39. The Ghost Orchid (2024)
40. Open Season (2025)[4]

#### Serie di Petra Connor
1. Survival of the Fittest (1997)
2. Solo nella notte (Billy Straight) (1998) - Sperling & Kupfer, 1998 ISBN 8820027445
3. Subito dopo mezzanotte (Twisted) (2004) - Sperling & Kupfer, 2007 ISBN 9788820042110
4. Obsession (2007)

#### SerieIl Golem
1. Il Golem di Hollywood (The Golem of Hollywood, 2014) con Jesse Kellerman, Fanucci, 2015. ISBN 9788866882312[5][6]
2. The Golem of Paris, con Jesse Kellerman (2015)

#### Romanzi autonomi
- Lo sguardo del macellaio (The Butcher's Theater) (1988) - Euroclub, 1991[7]
- The Conspiracy Club (2003)
- Capital Crimes (2007), con Faye Kellerman
- True Detectives (2009)

### Saggistica
- Psychological Aspects of Childhood Cancer (1980)
- Helping the Fearful Child (1981)
- Savage Spawn: Reflections on Violent Children (1999)
- The Best American Crime Reporting 2008 (2008), con Thomas H. Cook e Otto Penzler
- With Strings Attached: The Art and Beauty of Vintage Guitars (2008)